# Чирчикская ГЭС
Чирчикская ГЭС имени Ф.Г. Логинова (Комсомольская ГЭС, ГЭС-7) — гидроэлектростанция в Узбекистане, в г. Чирчик. Расположена на реке Чирчик (деривационном канале Чирчикских ГЭС), входит в Чирчик-Бозсуйский каскад ГЭС, группа Чирчикских ГЭС. Одна из старейших электростанций Узбекистана, введена в эксплуатацию в 1940 году. Собственник станции — АО «Узбекгидроэнерго».

## Конструкция станции
Чирчикская ГЭС является деривационной гидроэлектростанцией с безнапорной подводящей деривацией в виде канала, плотин в составе сооружений не имеет. Установленная мощность электростанции — 84 МВт, проектная среднегодовая выработка электроэнергии — 466 млн кВт·ч. Входит в единый гидроэнергетический комплекс с выше расположенной Тавакской ГЭС, которая обеспечивает забор воды из Чирчика и очистку её от наносов. Сооружения станции включают в себя:
- Подводящий деривационный канал длиной 7046 м, одновременно выполняющий функцию отводящего канала Тавакской ГЭС;
- Холостой водосброс;
- Водоприёмник с напорным бассейном;
- Металлический четырёхниточный турбинный водовод, каждая нитка имеет диаметр 4,5 м и длину 88,4 м;
- Здание ГЭС;
- Отводящий канал;
- Водосбросное сооружение в р. Чирчик.

В здании ГЭС установлены четыре вертикальных гидроагрегата мощностью по 21,4 МВт. Гидроагрегаты оборудованы радиально-осевыми турбинами РО 122-ВМ-305 с диаметром рабочего колеса 3 м, пропускной способностью 68,8 м³/с, работающими на расчётном напоре 35,5 м. Электроэнергия станции выдаётся в энергосистему через открытое распределительное устройство (ОРУ) напряжением 35 кВ.

## История
28 апреля 1932 года Совет труда и обороны утвердил строительство Чирчикского энергетического комплекса в составе двух гидроэлектростанций, а также завода азотных удобрений, который должен был стать главным потребителем производимой ГЭС электроэнергии. Для строительства станций и завода было создано Государственное управление Чирчикстрой — Узбекгидроэнергострой, в 1934 году преобразованное в Государственный строительно-монтажный трест «Чирчикстрой». Возведение Чирчикского гидроэнергетического комплекса было важным этапом в развитии электроэнергетики Узбекистана, поскольку проектная мощность одной только Чирчикской ГЭС на момент начала строительства была больше мощности всех электростанций Узбекистана в 3 раза. Общий объём земляных и бетонных работ Чирчикстроя превосходил таковой на строительстве Днепрогэса. Подготовительные работы по строительству станций были начаты в том же 1932 году, земляные работы на котловане Чирчикской ГЭС стартовали в 1935 году, 17 ноября 1936 года были начаты бетонные работы. Вследствие недостаточного финансирования, недопоставки материалов и других причин строительство гидроэнергетического комплекса затягивалось. В январе 1937 года был обвинён во вредительстве, арестован и впоследствии расстрелян первый директор Чирчикстроя Д. П. Розит. В ноябре того же года руководство строительством было возложено на Ф. Г. Логинова, будущего первого министра строительства электростанций СССР.
7 августа 1940 года был заполнен водой деривационный канал, а 30 сентября того же года пущен первый гидроагрегат Чирчикской ГЭС, в октябре 1940 года был введён в работу второй гидроагрегат. 1 октября 1944 года на базе Тавакской, Чирчикской и Ак-Кавакской ГЭС-1 был образован каскад Чирчикских ГЭС. В 1948 году гидроагрегаты Чирчикской ГЭС были автоматизированы. В 1952 году был пущен третий гидроагрегат станции, в 1956 году — четвёртый гидроагрегат, в 1957 году строительство станции было завершено. 3 ноября 1958 года Чирчикской ГЭС было присвоено имя Ф. Г. Логинова.
В 2018 году на водосбросном сооружении отводящего канала Чирчикской ГЭС было начато и в 2022 году завершено строительство ГЭС Камолот мощностью 8,5 МВт. Запланирована модернизация Чирчикской ГЭС с увеличением ее мощности до 86 МВт. Общая стоимость проекта оценивается в $40 млн, работы планируется провести в 2027—2030 годах